# Illes de Sant Pau i Amsterdam

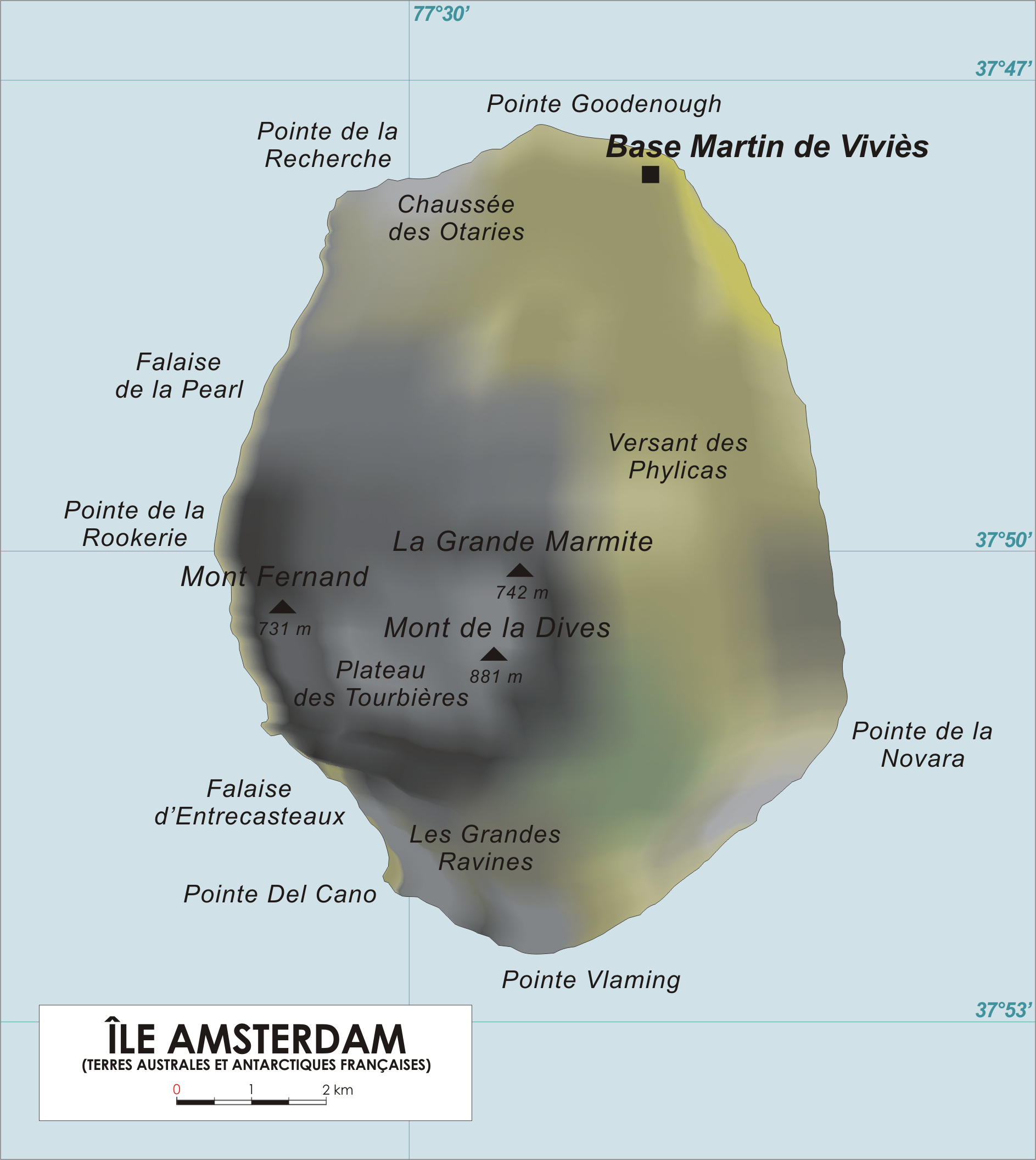
Illa d'Amsterdam.

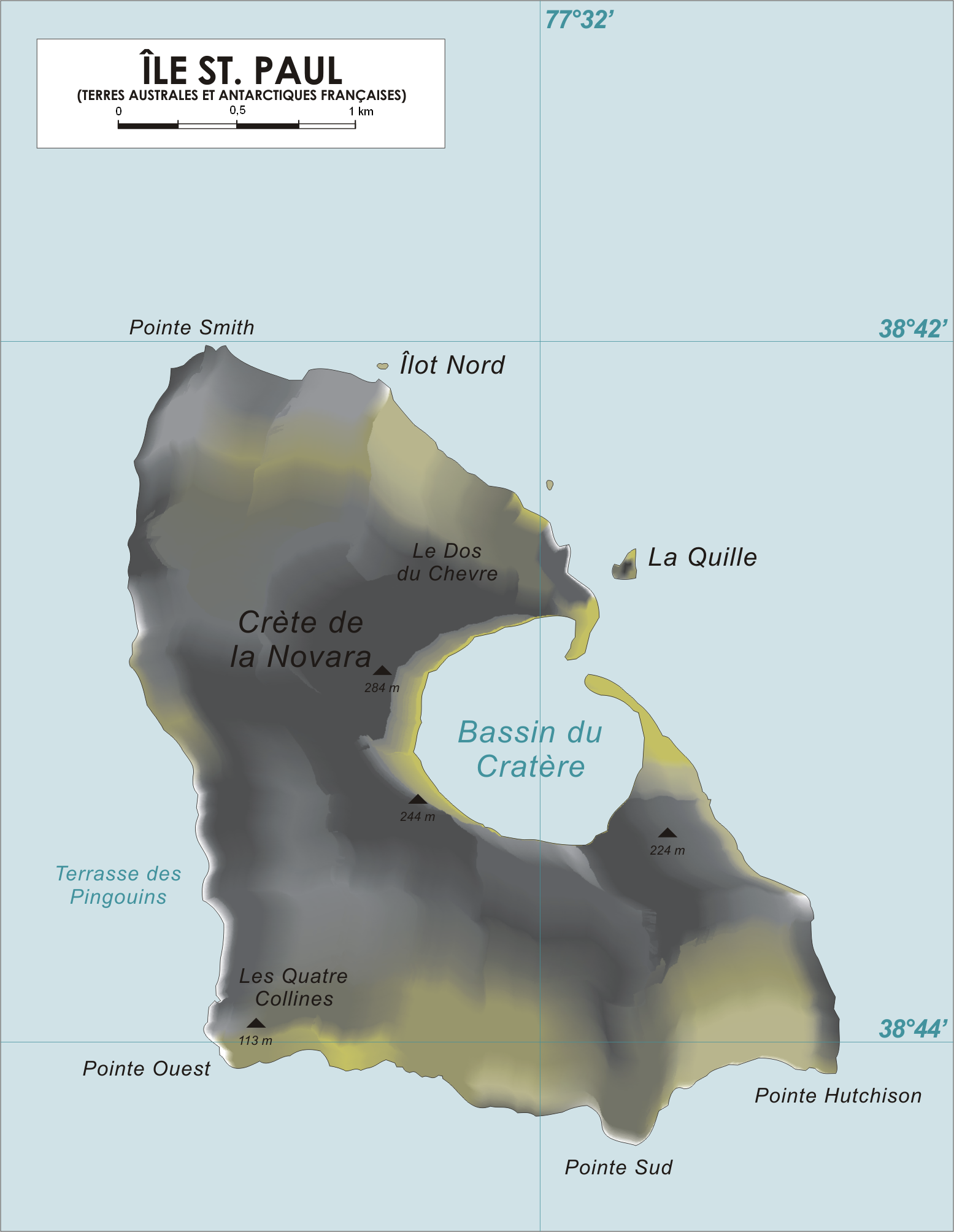
Illa Sant Pau

Les Illes de Sant Pau i Amsterdam (en  francès îles Saint-Paul et Amsterdam) són una dependència francesa al sud de l'oceà Índic, formada per dues illes que formen part dels Territoris Meridionals Francesos.
L'Amsterdam (o Nova Amsterdam) és l'illa septentrional, ubicada a les coordenades 37° 52′ S, 77° 32′ E / 37.867°S,77.533°E. És d'origen volcànic, tot i que inactiu en l'actualitat, amb una àrea de 55  km², i 21  km de longitud major. El seu punt més alt és el denominat Mont de la Dives (867  m).
A uns 85 km al sud es troba l'Illa de Sant Pau, a les coordenades 38° 43′ 19″ S, 77° 31′ 44″ E / 38.72194°S,77.52889°E. És una illa rocosa i sense vegetació. La seva superfície és d'uns 8 km².
Ecològicament, les dues illes constitueixen l'Ecoregió anomenada Prat temperat de les illes de Sant Pau i Amsterdam.
La base anomenada Martin-de-Viviès, ubicada a la costa septentrional d'Amsterdam, és la capital de la dependència que formen les dues illes des de l'1 de gener de 1981, substituint així l'antiga estació,La Roche Godon, construïda sobre la primera base,Camp Heurtin, erigida el 1949. A la base actual, ubicada a les coordenades 37° 55′ S, 77° 30′ E, hi resideixen 20 científics de manera no permanent.